# Žitava (řeka)
Žitava je řeka na jihozápadním Slovensku, levostranný přítok Nitry.

## Popis toku
Žitava pramení v Pohronském Inovci u obce Veľká Lehota v nadmořské výšce asi 625 m. Teče nejprve na sever, poté se točí na jihozápad a vytváří Cigánskou dolinu, která odděluje Tribeč od Pohronského Inovce. Protéká v blízkosti obce Jedľové Kostolany a dále přes Obyce, Machulince a Žitavany do Zlatých Moravců. Jižně od města přibírá zprava významnější přítok Hostiansky potok a pokračuje jižním směrem přes obce Tesárske Mlyňany, Vieska nad Žitavou, Slepčany a Nová Ves nad Žitavou, kde se do něj zprava vlévá Čerešňový potok. Mezi městem Vráble a jeho místní částí Horný Ohaj zleva přibírá potok Širočinu.
Dále protéká obcemi Lúčnica nad Žitavou, Žitavce, Michal nad Žitavou, Kmeťovo a Veľká Maňa. V této části byl tok řeky vyrovnaný do nového koryta, staré koryto bylo zachováno a vytváří meandry nejprve na pravém, níže na levém břehu nového koryta. Z nového koryta se u obce Vlkas odděluje tok Chrenovky, která vytváří meandry v lužním lese a u Nových Zámků ústí do řeky Nitry.
Nové koryto přibírá u obce Hul zleva přítok Liska, protéká Dolným Ohajem a u města Šurany se vlévá do Nitry.
Podél toku Staré Žitavy leží chráněná území Žitavský luh-PR a Stará Žitava-PP. Oproti novému korytu pokračuje dále na jih, protéká katastrálním územím obcí Bešeňov, Dvory nad Žitavou a Bajč a západně od Hurbanova. U obce Martovce se zleva vlévá do Staré Nitry (původního koryta řeky Nitra) ve výšce asi 110 m n. m.

### Historie
Hlavní tok Žitavy původně mířil od Hurbanova (tehdy Stará Ďala) na jihovýchod kolem Chotína, Marcelové a Virtu přímo do Dunaje. U tohoto starého ústí byl roku 1606 podepsán tzv. Žitavský nebo Žitvatorocký mír – nazývá se tedy podle řeky, která je dnes regulačními pracemi vzdálena skoro 20 km.

## Významnější přítoky
zprava:
- Žitavica
- Hostiansky potok
- Pelúsok
- Čerešňový potok
- Drevenica
- Hosťovský potok
- Abovský kanál

zleva:
- Širočina
- Telinský potok
- Liska
- Branovský potok
- Pribetský kanál